# Rattus tiomanicus
Rattus tiomanicus es una especie de roedor de la familia Muridae.

## Distribución geográfica
Se encuentra en Indonesia, Malasia,  Filipinas, y  Tailandia.   